# MMS
Multimedia Messaging Service, или MMS, е стандартен начин за изпращане на съобщения, които включват мултимедийно съдържание и от мобилни телефони. Тя се простира върху сърцевината на SMS (Short Message Service) способност, която позволява обмен на текстови съобщения до 160 символа дължина. Най-популярната употреба е с цел да се изпратят снимки от мобилни телефони, оборудвани с камера, макар че е популярен като метод на предоставяне на новини и развлечения съдържание, включително видеоклипове, снимки, текстови страници и тонове на звънене. Стандартът е разработен от Open Mobile Alliance (OMA), въпреки че по време на развитието е част от 3GPP и WAP групи.